# NGC 5393
NGC 5393 est une galaxie spirale barrée située dans la constellation de l'Hydre. Sa vitesse par rapport au fond diffus cosmologique est de 6 241 ± 29 km/s, ce qui correspond à une distance de Hubble de 92,1 ± 6,5 Mpc (∼300 millions d'al). NGC 5393 a été découvert par l'astronome britannique John Herschel en 1835.
La classe de luminosité de NGC 5393 est I et elle renferme des régions d'hydrogène ionisé.
À ce jour, une mesure non basée sur le décalage vers le rouge (redshift) donne une distance d'environ 41,300 Mpc (∼135 millions d'al). Cette valeur est très loin à l'extérieur des valeurs de la distance de Hubble. Notons que c'est avec la valeur moyenne des mesures indépendantes, lorsqu'elles existent, que la base de données NASA/IPAC calcule le diamètre d'une galaxie.

## Supernova
La supernova SN 2003bu a été découverte dans NGC 5393 le 11 mars 2003 par H. Pugh et W. Li dans le cadre du programme LOTOSS de l'observatoire Lick. Cette supernova était de type Ic.